# لیان ساتو
لیان ساتو (انگلیسی: Liane Sato؛ زادهٔ september ۹, ۱۹۶۴ (۶۰ سال)) بازیکن والیبال ساحلی، و بازیکن والیبال اهل ایالات متحده آمریکا است.